# Coudoux
Coudoux ist eine französische Gemeinde mit 3775 Einwohnern (Stand 1. Januar 2022) im Département Bouches-du-Rhône in der Region Provence-Alpes-Côte d’Azur.

## Geografie
Coudoux liegt 17 Kilometer westlich von Aix-en-Provence und 13 Kilometer südlich von Salon-de-Provence im Tal des Flusses Arc. Nachbarorte sind Ventabren, La Fare-les-Oliviers, Velaux und Lançon-Provence.

## Geschichte
Durch archäologische Funde wurde die Anwesenheit der Ligurer, Griechen, Römer und Salluvier nachgewiesen.
Die Weiler Petit Coudoux und Grand Coudoux entstanden im 16. Jahrhundert als Ortsteile von Ventabren. Erste Familien zogen ins Dorf und nach und nach folgten immer mehr, trotz der Abgelegenheit vom Hauptdorf Ventabren. Schließlich, im Jahr 1946, stimmte der Gemeinderat der Ausgliederung von Coudoux zu. Durch Verordnung vom 20. März 1950 bestätigte der Präfekt die Teilung der Gemeinde.

## Sehenswürdigkeiten
- Pfarrkirche

## Städtepartnerschaften
- Owingen, Baden-Württemberg
- Baone, Italien[3]

## Verkehr
Bei Coudoux führt die A8 auf die Autoroute du Soleil. Es gibt auch eine Anschlussstelle.

## Demografie

### Bevölkerungsentwicklung
| Jahr      | 1962 | 1968 | 1975 | 1982 | 1990 | 1999 | 2008 | 2017 |
| --------- | ---- | ---- | ---- | ---- | ---- | ---- | ---- | ---- |
| Einwohner | 579  | 880  | 1042 | 2228 | 2360 | 2868 | 3698 | 3765 |

### Altersstruktur
26 Prozent der Bevölkerung sind 19 Jahre alt oder jünger. Vier Prozent der Bevölkerung sind 75 Jahre alt oder älter.